# 綠悠軒

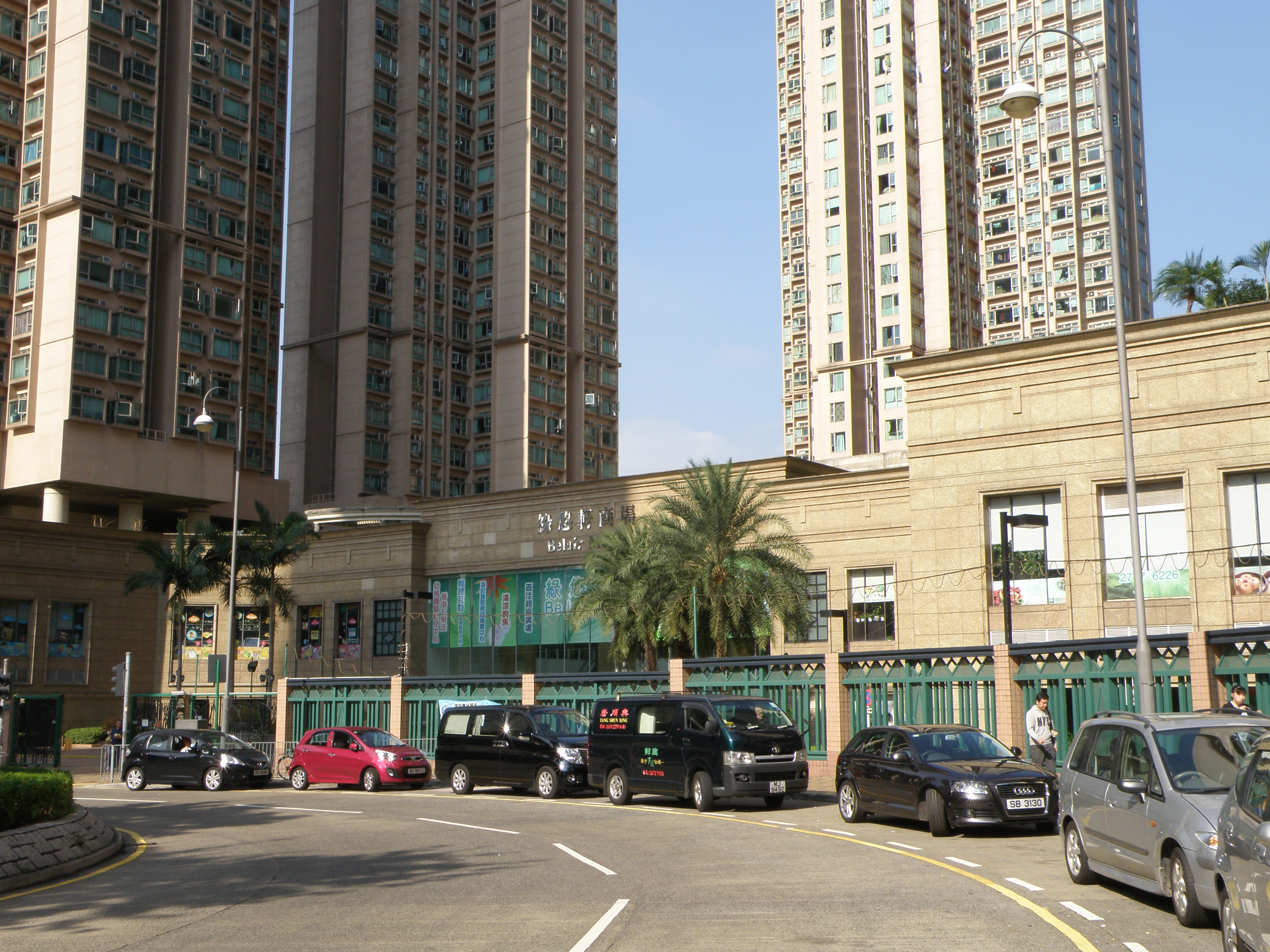
綠悠軒商場

綠悠軒（英語：Belair Monte）是香港的一個私人屋苑，位於新界北區粉嶺聯和墟，於1998年落成，同年12月開售，是聯和墟第二個落成的大型私人屋苑。綠悠軒是香港罕有擁有11間地產發展商的屋苑，分別是新世界發展（牽頭）、長江實業、香港置地、中國海外發展、恒隆地產、嘉里建設、南豐集團、信和置業、新鴻基地產、太古地產及發展置地（原星展銀行子公司，今併入凱德集團）等。由富城物業管理有限公司負責管理。

## 住宅
屋苑建有7幢樓高30層的住宅，提供1,680個住宅單位，單位面積由500餘至1010多平方呎的兩房及三房單位。其中1、5至7座部分單位可享馬屎埔鄉郊廣闊景色。
綠悠軒於2004年曾獲康樂及文化事務署頒發「私人物業最佳園林大獎」銀獎（高密度住宅園藝保養組別）。

## 設施
屋苑自設私人住客會所，設施包括游泳池、桑拿室、網球場、乒乓球場、兒童遊樂場、活動室及健身室等設施。

## 商場
屋苑下蓋設有小型商場，佔地67,083方呎，最初主要由富誠物業管理有限公司及長江實業集團管理，有不同類型商店和食肆如酒樓、超市和幼稚園等。基座設有蓋行人天橋，通往鄰近兩個私人屋苑帝庭軒及御庭軒的商場。此外，政府亦將興建另一組行人天橋，連接One Innovale及興建中的鳳凰嶺邨。
2016年5月，發展商以3.2億港元出售商場。

## 事件
2002年元旦，一名11歲男童呂錦濠進入升降機時被夾倒，最終傷重死亡。

## 交通
屋苑偏離港鐵粉嶺站，住戶出入須駁專線小巴，車程約5分鐘，班次亦相當頻密，約2至5分鐘一班。

## 外部連結
- 綠悠軒商場的Facebook專頁